# 윤상 (월나라)
윤상(允常, 기원전 552년 ~ 기원전 497년)은 중국 춘추 전국 시대 월나라의 제34대 군주이다.

## 생애

### 이력과 특점
월나라 제33대 군주 부담(夫譚)의 둘째 아들이며 월나라의 제35대 군주 구천(句踐)의 아버지인 그는 통계적 항목상 월나라의 제34대 군주이지만 실질적 표면상으로는 사실상 월나라의 초대 군왕이 되는 셈이다.

### 어린 시절
그는 어려서부터 총명하였으며 동복 형이 병사한 기원전 545년에 부왕 월자 부담으로부터 후계공(後繼公)에 책봉되었다.

### 치세
기원전 545년에 후계공(後繼公)으로 책봉된 그는 7년 후 기원전 538년에 부왕 월자 부담이 붕어하기 사흘 전에 선위를 받아 보위에 오른 기원전 538년부터 이후 기원전 497년까지 재위하는 동안 기원전 538년부터 기원전 500년까지 친정하였고 기원전 500년부터 기원전 497년 붕어할 때까지 적출 아들 구천(句踐)이 왕태자 신분으로 대리청정을 하였다.

## 직계 친척 관계
그는 형제자매 관계로 동복 누나 1명과 이복 누나 4명과 동복 형 1명과 동복 남동생 1명과 이복 누이동생 2명이 있었다.

## 같이 보기
- 문종
- 범려
- 부담
- 춘추 전국 시대
- 월나라